# Trophée des champions 2025
L'édition 2025 du Trophée des champions est la 49e édition du Trophée des champions et se déroule en janvier 2026.
Le match oppose le Paris Saint-Germain, vainqueur du Championnat de France 2024-2025 et de la Coupe de France 2024-2025 à l'Olympique de Marseille, vice-champion de France. C'est la troisième fois qu'un OM-PSG est l'affiche de cette compétition après l'édition 2010 et l'édition 2020 (une victoire chacun).

## Choix du pays organisateur et programmation
Le calendrier chargé du Paris SG en raison notamment de la Coupe du monde des clubs de la FIFA 2025 et de la Supercoupe de l'UEFA 2025 empêche la tenue de la compétition pour l'été 2025. La rencontre est alors reportée en janvier 2026.
La Côte d'Ivoire se porte candidate auprès de la Ligue de football professionnel pour organiser l'édition 2025 du Trophée des champions en janvier 2026, au stade Alassane-Ouattara d'Ébimpé.

## Match
Les règles du match sont les suivantes : la durée de la rencontre est de 90 minutes, en cas de match nul, les deux équipes se départagent directement lors d'une séance de tirs au but.
| Trophée des champions | Paris Saint-Germain | -   | Olympique de Marseille |                      |                      |
| janvier 2026          |                     | (-) |                        | Diffuseur : Ligue 1+ | Diffuseur : Ligue 1+ |